# Hemimycale insularis
Hemimycale insularis is een gewone sponsensoort uit de familie van de Hymedesmiidae. De wetenschappelijke naam van de soort is voor het eerst geldig gepubliceerd in 2011 door Moraes.